# Estádio San Carlos de Apoquindo
O Estádio San Carlos de Apoquindo, também conhecido como Claro Arena por motivos de patrocínio, é um estádio de futebol localizado no  bairro de Las Condes, uma das 32 comunas de Santiago do Chile. O estádio pertence ao Club Deportivo Universidad Católica. Inaugurado em 4 de Setembro de 1988, tem capacidade para 20.249 espectadores. Após a inauguração do Estádio Universidad Católica em 1928, a aquisição dos Campos de Sports de Ñuñoa em 1927 (suas ações foram oficializadas em 1935) e a inauguração do Estádio Independencia em 1945, San Carlos de Apoquindo tornou-se o quarto estádio da Universidad Católica.
Foi palco da final da Copa Interamericana de 1994, que terminou nas mãos da Católica, e de outras definições locais correspondentes ao Torneio oficial, Copa Chile e Supercopa do Chile. Nesse mesmo reduto, a Seleção Chilena disputou cinco partidas pelas Eliminatórias para a Copa do Mundo de 2022. Quanto a outros esportes, recebeu o ciclismo de montanha durante os Jogos Pan-Americanos de 2023.